# 社会变迁

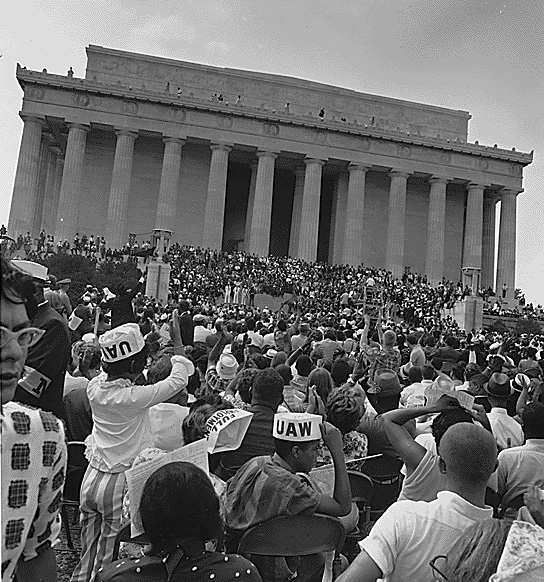
华盛顿特区的民权游行，1963 年 8 月 28 日

广义的社會變遷泛指一切社会现象的变化，“是从个人以至人类整体各个层次上社会现象的改变。”狭义的社会变迁则指社会结构的变化，例如人际交往由一种模式转向另一种模式，或者社会基本价值的变化。社会变迁的研究对象既包括社会变化的过程，也包括社会变化的结果。社会变迁是一个不断发生的现象集合，它在现代社会表现得越发强烈。正是对社会变迁的好奇与探索促进了现代社会学的发展。
1789年，法國發生法國大革命，使得當代人類首次出現以自由、平等、博愛的理念。同時造成當時社會巨大動盪。社會學也是在同樣的背景下由孔德首創誕生的學科，因此古典社會學相當看重社會變遷的由來或原因。

## 类型
依据不同的区分标准，社会变迁可以分别划分为如下的类型：
- 以规模差异划分为整体变迁与局部变迁；
- 按性质区别划分为渐进变迁与革命变迁；
- 按照人的参与程度划分为自发变迁与有计划的变迁。
- 以变化方向划分为进步变迁与倒退变迁；

社會變遷的內涵:
社會變遷是行為互動與文化在一段時間之內顯著的改變。
1、器物生活的改變:在18世紀，人類開啟了工業化的時代，開始劇烈影響改變人類的生活型態。
2、社會制度的改變:法國大革命之人民不滿長期以來造成的壓迫，而最終爆發一連串的革命，讓當代歐洲影響了許多層面的社會制度。
3、價值觀念的改變:布拉格之春是一場嘗試脫離蘇聯所發起一連串的運動，目的在於走向民主的可能。
另外，以上不同層次的社會變遷會互相影響。
例如:網路的發明(器物生活)，改變人類溝通互動的方式和觀念(價值觀念)，
與網路使用相關的法律規範也被制定出來(社會制度)

## 古典社會學

### 功能論學派
涂爾幹曾經發表過社會分工論，琮於自己祖國，也就是法國大革命的所發生的種種因素去研究，得出了偏差行為是造成社會變遷的原因，再加上當時的工業化背景的時代下，加快社會彼此分裂的情形，因此最後得出社會的變遷，是從機械連帶社會走向有機連帶社會的過程。
機械連帶社會，是指社會上的人們彼此的共同點很大，是以同質性為基礎組成的社會；重人情和偏於保衛和保守自己，宛如許多相同的零件彼此共同運轉一般。
有機連帶社會，是指社會上的分工和交流，是以彼此的差異性為基礎的；在這樣的社會裡，異質性高，人心難免冷漠，宛如不斷變化的形體一般。

### 衝突論學派
馬克思在歷史唯物論裡提到關於社會變遷，認為在社會的階級裡只有分出資產階級與無產階級，而在人類的歷史裡，這兩者彼此繞在著生產關係與生產力上的關係，認為人類社會的變遷，是必然而不可避免的；無產階級終究會推翻掉資產階級，也就是推翻資本主義，創立一個社會主義的國家。

### 符號互動論學派
烏格朋曾經提出文化失調的概念，認為"物質"概念的發展是比文化的發展還來得快速的，因此當物質和文化彼此的落差變得巨大的時候，社會變遷就有可能產生。